# Тврђава Камјањец-Подиљски
Тврђава Камјањец-Подиљски (укр. Кам'янець-Подільська фортеця; пољ. twierdza w Kamieńcu Podolskim) је бивши рутенско - литвански замак и каснија троделна пољска тврђава која се налази у историјском граду Камјањец-Подиљски, Украјина, у историјској области Подоље у западном делу земље. Њено име приписује се корену словенске речи за "камен".
Историјски извештаји датирају замак Камјањец-Подиљски у почетак 14. века, иако су недавни археолошки докази показали постојање човека на том подручју још од 12. или 13. века. Првобитно изграђен да заштити мост који повезује град са копном, замак се налази на врху полуострва исклесаног кривудавом реком Смотрич, формирајући природни одбрамбени систем за историјски део Старог града Камјањец-Подиљски.
Његова локација на стратешкој транспортној раскрсници у Подољу учинила је замак главном метом страних освајача, који су га обновљали како би одговарао њиховим потребама, додајући његову мултикултуралну архитектонску разноликост. Конкретно, комплекс се састоји од Старог града који је утврдио краљ Казимир IV, Старог замка који су обновили краљеви Жигмунд I и Стефан Батори, и Новог замка који су основали краљеви Сигисмунд III и Владислав IV. Међутим, упркос многим архитектонским и инжењерским променама првобитне структуре, замак и даље чини кохерентан архитектонски дизајн, што је чини једном од ретких средњовековних грађевина у савременој Украјини која је релативно добро очувана.
Уз насеље Стари град, замак је наведен као део Националног историјско-архитектонског светилишта „Камјањец“ и Националног еколошког парка „Подиљски Товтри“. Комплекс је кандидат за Унескову светску баштину, номинован 1989. од стране украјинских представника, а такође представља и једно од Седам чуда Украјине. Данас је тврђава најпознатија знаменитост града, која служи као важна регионална и национална туристичка атракција.

## Историја

### Оснивање и рана историја
Традиционално се сматрало да је замак Камјањец-Подиљски настао у другој половини 14. века, јер први тачни историјски извештаји о замку датирају из средине 14. века, када је већина територија западне Русије била под контролом Велике Кнежевине Литваније. У писаном документу кнеза Јурија Коријатовича из 1374. године, на пример, помиње се да ће Магдебуршко право бити представљено Камјањецу унутар замка. Археолошка ископавања током 1960-их, међутим, пружила су супротне доказе који сугеришу да би замак могао да датира још од раније, од краја 12. или почетка 13. века. Такође је јасно из историјских и археолошких доказа да је на том подручју постојала земљана тврђава у време источнословенске државе Кијевске Русије, али не на истом месту као садашњи замак.
Војвода Кракова, Спитек од Мелштина, започео је модернизацију комплекса на прелазу из 15. века. Током реконструкције обновљене су старе куле и дограђено десет нових кула. Век и по касније, замак је поново ажуриран, овог пута од стране војног инжењера и архитекте Хиоба Бретфуса, који је изградио Нову западну и источну кулу, источни зид замка и подземну галерију, као и капије и стамбене просторе за градске старешинске заједнице.

### Непрекидни напади освајача
Од средине 14. до средине 15. века, замак Камјањец-Подиљски се налазио на једној од главних граница Пољско-литванске заједнице. Од 1434. до припајања Руском царству 1793. године, замак је играо главну улогу у одбрани од надолазећих козачких, османских и татарских инвазија; од 15. до 17. века, дворац је био нападнут од татарских хорди укупно 51 пут. Татарске инвазије 1448, 1451, 1509. и 1528. године, као и отоманска опсада 1533. године, нанеле су штету и замку и граду, али су све ове инвазије успешно одбијене.
Замак Камјањец-Подиљски играо је важну улогу током устанка Хмељницког између 1648. и 1654. године, када су се Запорошки козаци предвођени хетманом Богданом Хмељницким удружили са кримским Татарима и локалним украјинским сељаштвом против Пољско-литванске војске. Током устанка, замак су безуспешно опседали локални козаци и устаници предвођени командантом Максимом Кривонисом. Године 1651. дворац је био подвргнут још једној козачкој опсади коју је предводио хетман Иван Бохун, пре него што је неочекивани противнапад пољских устаника отклонио опсаду. Војска од 60.000 војника коју је предводио сам Хмељницки поново је потврдила козачку контролу над замком 1652. Само годину дана касније, замак је поново нападнут, овог пута од јаке хорде кримских Татара.
Почетком августа 1672. године, 300.000 османских војника предвођених султаном Мехмедом IV и 40.000 комбинованих снага Татара и козака предвођених хетманом Петром Дорошенком, опколиле су замак. Након преговора са својим нападачима, градске вође су 18. августа предале контролу над тврђавом Османлијама. У знак протеста, командант тврђаве Михал Володјовски и мајор Хејкинг дигли су у ваздух преостали барут у замку, убивши себе заједно са 800 бранилаца. 27 година након напада, тврђава је служила као база османске власти у Подољу. Карловим мировним уговором из 1699. године враћена је пољска контрола над тим подручјем након што је Османско царство уступило своју контролу над тим подручјем.

### Од замка до затвора
Од почетка 18. века, замак Камјањец-Подиљски је изгубио своју одбрамбену улогу, и више се користио као војни затвор него као војно утврђење. Бројни људи су погубљени или заточени у затвору, укључујући козачке старшине (официре), хајдамаке, па чак и трогодишњег претендента на пољски престо, Станислава Августа Поњатовског.
Иако је изгубила одбрамбену улогу, била је једна од најјачих тврђава у Круни Краљевине Пољске све до Друге поделе Пољске 21. априла 1793. када су и тврђава и град пребачени су под суверенитет Руске империје. Истог дана, командант замка предао је кључ од замка и заклео се на верност царству у градској катедрали. Сто и један артиљеријски топ је касније поздравио командантову одлуку унутар замка. Током француске инвазије на Русију 1812. године, руска царска војска је била стационирана у замку. Године 1815. Константин Батјушков, који је касније постао познати песник и писац, био је стациониран као официр у замку. Године 1846. у замку је био стациониран песник Владимир Раевски, током којег је основао продекабристичку организацију прогресивно оријентисаних војних официра.
Од 1816. до 1914. године тврђава је од војног затвора претворена у затвор за дужнике, криминалце и политичке затворенике. Године 1831. у замку је радио руски лексиколог Владимир Дал, који је у то време писао речник руског језика. Замак је био центар антифеудалистичког покрета у Подољу током 19. века предвођеног ратним ветераном коњице, у време Наполеонове инвазије на Русију 1812, Устимом Кармаљуком (1787—1835), којег Украјинци данас сматрају националним народним херојем.

### Музеј и конзервација
Након низа политичких промена након револуције 1905. године, политичке партије и организације су биле дозвољене законом широм Руске империје. Године 1906. у дворцу је било базирано укупно 67 политичких организација. Међу њима је био лист руске Социјалдемократске радничке партије „Искра“. Декретом који је издао Совнарком Украјинске Совјетске Социјалистичке Републике 1928. године комплекс замка Камјанец-Подиљски је проглашен историјско-културним резерватом. Током касних 1930-их година прављени су планови да се замак претвори у музеј, а радови на реконструкцији зграда су започети 1937. године  . Међу доданим музејским атракцијама била је и сцена која приказује Кармаљука у затворској ћелији замка у Папиној кули, где је држан током свог заточеништва у замку. Број посетилаца замка током 1930-их достигао је 300.000 годишње.
1947. године замак Камјањец-Подиљски је стављен на унијунску листу историјских резервата. Спомен-плоча и барељеф налик Кармаљуку постављен је у близини изложбе Кармаљук 18. априла 1958. Рестаураторски и археолошки радови на замку се изводе од 1962. године под надзором архитеката И. Пламенитске и А. Тјупича. 18. маја 1977. године основан је Национални историјско-архитектонски резерват „Камјањец“. Влада Украјинске ССР је 13. септембра 1989. године ставила резерват „Камјањец” на прелиминарну листу УНЕСКО-ве Светске баштине .
Године 2004. резерват „Камјањец“ је унапређен у национални резерват. Комплекс је 21. августа 2007. проглашен за једно од седам чуда Украјине када је заузео 3. место на националном такмичењу. Јако невреме 1. августа 2011. делимично је уништило Нови западни торањ; Канцеларија градоначелника града није порицала да је структурални интегритет куле ослабљен током последње реконструкције 2007. године, отварајући пут њеном урушавању само четири године касније.

## Архитектура
Комплекс Камјањец-Подиљски почива на кречњачкој формацији окруженој кањоном реке Смотрич. Сходно томе, њени темељи су изграђени од кречњака, као и домаће и увозне цигле и камена. Стари замак је бранио прилаз старом граду Камјањец-Подиљски и изграђен је да заштити од директних напада непријатељских војника. Нови замак је настао током бројних каснијих модернизација замка; његова сврха је била да пружи заштиту од непријатељских пољских војски и дизајнирана је да подржи новије војне изуме као што су артиљеријски топови великог домета.

### Дванаест кула
Важан и велики комплекс утврђења, замак Камјањец-Подиљски имао је чак 12 кула, од којих су неке додате током каснијих модернизација замку. Неке од кула налазиле су се на полуострву на коме се налази главни замак; неке од кула налазиле су се на стрмим падинама преко реке Смотрич. Од ових кула, међутим, данас је само неколико остало неоштећено.

### Зидови утврђења
Зидови тврђаве Камјањец-Подиљски подељени су на три дела или терасе: северни, јужни и источни.

### Мост
Као резултат јединствене локације замка на полуострву, мост замка служи као једина саобраћајна веза до градске четврти Стари град. Сматра се да представља значајан подвиг средњовековног инжењерства. Мост има дужину од 88 м. На улазу у мост његова ширина је око 8,5 м, док се на крају сужава на 6,5 м. Висина моста је 27 м на улазу, пада на 17 м на супротној страни.

## Наслеђе
Тврђава је била најпризнатија атракција у граду 2005. Посећује је велики број туриста из целе Украјине и иностранства, хиљаде туриста годишње. Њено наслеђе оставило је иза себе неколико локалних легенди. Према једној легенди, када је отомански султан Осман II дошао у Камјањец 1621. године да заузме град, наводно је био импресиониран његовом снагом и утврђењима и упитао је „Ко је саградио овај велики град?“. Неко му је тада одговорио: „Сам Бог“. Када Осман није могао да заузме замак, одговорио је „Онда нека сам Бог заузме град“. Друга локална легенда каже да је турско злато закопано у реци Смотрич и да 20 км тунела води до тврђаве Хотин од замка Камјањец-Подиљски.
Догађаји отоманске опсаде 1672. године приказани су у историјском роману Ватра у степи из 1888. који је написао пољски добитник Нобелове награде Хенрик Сјенкијевич. Замак се појавио на комеморативном новчићу серије „Древне тврђаве на реци Дњестар“ који је издала републиканска банка  Придњестровља, отцепљене, међународно непризнате републике у Молдавији.